# Жигжитов, Михаил Ильич
Михаи́л Ильи́ч Жигжи́тов (21 ноября 1915, Усть-Кяхта, Троицкосавский уезд — 1990, Максимиха, Баргузинский район, Бурятская Автономная Советская Социалистическая Республика) — советский бурятский писатель, Народный писатель Бурятии.

## Биография
Родился 21 ноября 1915 года в селе Усть-Кяхта Троицкосавского уезда Забайкальской области в казачьей семье.
С 1924 по 1928 год учился в Усть-Кяхтинской школе, затем, с 1928 по 1929 год, в Бултумурской школе. В 1933 году окончил Троицкосавскую девятилетнюю школу.
Получив диплом педагогического техникума, Михаил Жигжитов начал работать учителем в Хондонской начальной школе, затем в начальных школах Закаменского и Баргузинского районов.
В годы Великой Отечественной войны, в 1943 году призван в Красную Армию, служил на востоке страны. Демобилизован в 1945 году.
Вернувшись в Бурятию, Жигжитов поселился в селе Максимиха, работал в 1956—1969 годах в Баргузинском заповеднике штатным охотником Баргузинского промыслово-охотничьего хозяйства.
В 1980 году сыграл роль охотника-промысловика в фильме Александра Итыгилова «Продаётся медвежья шкура», поставленного по одноименному рассказу Валентина Распутина.
Умер в 1990 году в селе Максимиха, Баргузинский район, Бурятия

## Творчество
Литературной деятельностью Михаил Жигжитов начал заниматься уже в зрелом возрасте. Богатый охотничий опыт определил тематику и творческую манеру писателя. Первый его рассказ «Преступление в тайге» был опубликован в газете «Правда Бурятии» в 1960 году. В 1964 году вышли в свет сборник рассказов и повестей под общим названием «Преступление в тайге», повесть «Парень из Ириндакана». В 1965 — повесть «Снежный обвал». Начиная с 1967 года выходят три повести о баргузинской тайге и её людях — «Моя Малютка-Марикан» (1967), «Тропа Самагира» (1969), «За ущельем Семи Волков» (1970).
Признание читателей получили сборники, изданные в московском издательстве «Советская Россия», — «Снежный обвал» (1967), «Тропа жизни» (1970). В последующие годы в Бурятском книжном издательстве опубликованы «Избранное» (1973), «Повести» (1986).
В марте 1973 года на секретариате Союза писателей России состоялось обсуждение произведений Михаила Жигжитова, где была дана высокая оценка его творчеству.
Яркое мастерство писателя проявилось в исторической трилогии «Подлеморье» (1974—1981), удостоенной Государственной премии Бурятии. В трилогию входят книги: «Волчонок» (М., 1974), «Следы Волчонка» (М., 1978), «По следам Волчонка». В 1981 году в Бурятском книжном издательстве трилогия опубликована в одной книге и переиздана в 1981 году. В 1976 году «Подлеморье» выходит в бурятском переводе В. Намсараева под названием «Далай шадарай дайда».
Произведения последних лет — повесть «Шаманкин омут» (1982), роман о Сухэ-Баторе «Год Белой Курицы» (1988).
Произведения Михаила Жигжитова переведены на тувинский, узбекский языки.
Член Союза писателей СССР с 1983 года. Давая рекомендацию Жигжитову в Союз писателей, известный прозаик Владимир Тендряков назвал его «Дерсу Узала, взявшийся за перо».

## Награды и звания
- Народный писатель Бурятии (1983)
- Государственная премия Бурятии

## Память
В селе Максимиха, где долгие годы жил писатель, одна из улиц названа его именем.